# Warhafftig Sumarius der gerichts hendel

Titelholzschnitt des Sumarius

Warhafftig Sumarius der gerichts hendel, häufig nur Sumarius, ist die Kurzbezeichnung einer der frühesten Druckschriften aus der Mark Brandenburg. Sie wurde 1511 bei Johann Hanau in Frankfurt (Oder) in einer frühneuhochdeutschen und in einer mittelniederdeutschen Fassung gedruckt.
Der vollständige Titel der hochdeutschen Fassung lautet:
Ditzs ist der warhafftig Sumarius der gerichts hendel unnd proceß der gehalten ist worden uff manchfaldig Indicia, aussag, unnd bekenntnus eines Paul From genant der das hochwirdig Sacrament sambt einer monstrantzien e.c. auß der kyrchen zu Knobloch gestolen. Und auch der begangen hendell der Juden die ir thetliche hennde an das aller heiligst hochwirdigst Sacrament Unnd vil unschuldige cristliche kinder torstiglich geleget. unnd im zehende jar zu Berleinn gerechtfertigt sein wordenn.
Dagegen hier die Schreibweise des Titels der niederdeutschen Fassung:
Dit is der warhafftig Sumarius der gerichts hendel und proceß der geholden is worden upp manigfaldig Indicia, uthsag, und bekentnus eines Pawl From genomet der dat hochwerdig Sacrament sampt einer monstrantzien e.c. uth der kercken to Knoblock gestolen. Unnd ock der begangen hendel der Juden de ore thetlicke hande an dat aller hylligst hochwerdigst Sacrament unnd vel unschuldige Cristlicke kinder dristiglick gelegt. unnd im Teynde Jar to Berlinn gerechtfertigt sin wordenn.
Beide Ausgaben umfassen außer der Titelseite 42 bis auf die sprachlichen Abweichungen identische Druckseiten, auf denen 23 Holzschnitte von geringem künstlerischen Wert, davon zwei doppelt, eingefügt wurden. Als Verfasser oder zumindest Initiator des Sumarius wird der Kirchenrechtler und Professor an der Viadrina Gregor Günther vermutet, zum Formschneider ist nichts bekannt.
Ein hochdeutscher Sumarius 
ist seit 1873 Eigentum des Vereins für die Geschichte Berlins, eine niederdeutsche Fassung befindet sich in der Hauptbibliothek der Stiftung Stadtmuseum Berlin. Weitere Exemplare sind im deutschsprachigen Raum nicht mehr nachzuweisen.

Urteilsverkündung vor der Berliner Marienkirche (aus dem Sumarius von 1511)

Die Druckschrift schildert ein Ereignis des Jahres 1510: Ein von einem Christen verübter Kirchenraub führte zur Beschuldigung und Verurteilung märkischer Juden wegen angeblicher Hostienschändungen und Ritualmorde. Im Juli 1510 wurden daraufhin in Berlin neben dem Kirchendieb vierzig Juden hingerichtet. Alle jüdischen Familien wurden anschließend aus der Mark vertrieben. Bereits wenigen Wochen nach dem Prozess erschienen dazu mehrere nicht illustrierte Flugschriften 
mit identischen judenfeindlichen Berichten. Diese hat der Verfasser des Sumarius im Wesentlichen übernommen und um die Schilderung von – anderweitig nicht belegten – Marienerscheinungen eines der jüdischen Angeklagten ergänzt. Hinzu kamen die Holzschnitte zur Illustration des Geschehens. 
Der märkische Chronist Angelus hat in seinen Annalen den Inhalt des Sumarius umfassend verarbeitet, in späteren Chroniken wird das Ereignis jedoch nur noch kurz und ohne Hinweis auf diese Quelle erwähnt. Erst der Jurist und Historiker Friedrich Holtze verglich und bewertete 1884 den Inhalt des Sumarius-Textes mit den Schriften von 1510 und den des Angelus von 1593 und 1598 sowie weiteren Quellen. In dieser umfassenden rechtsgeschichtliche Analyse fehlt jedoch die notwendige Feststellung, dass der Sumarius bereits 1539 auf dem Frankfurter Fürstentag widerlegt wurde, als Philipp Melanchthon die falschen Beschuldigungen und damit die Unschuld der Juden nachwies. Das findet man erst bei Aron Ackermann im Jahre 1906.
Ein Vergleich der historischen und erhaltenen Sumarius-Exemplare wurde anlässlich einer Gedenkausstellung zum Hostienschändungsprozess von 1510 unternommen und publiziert.